# 大學體育

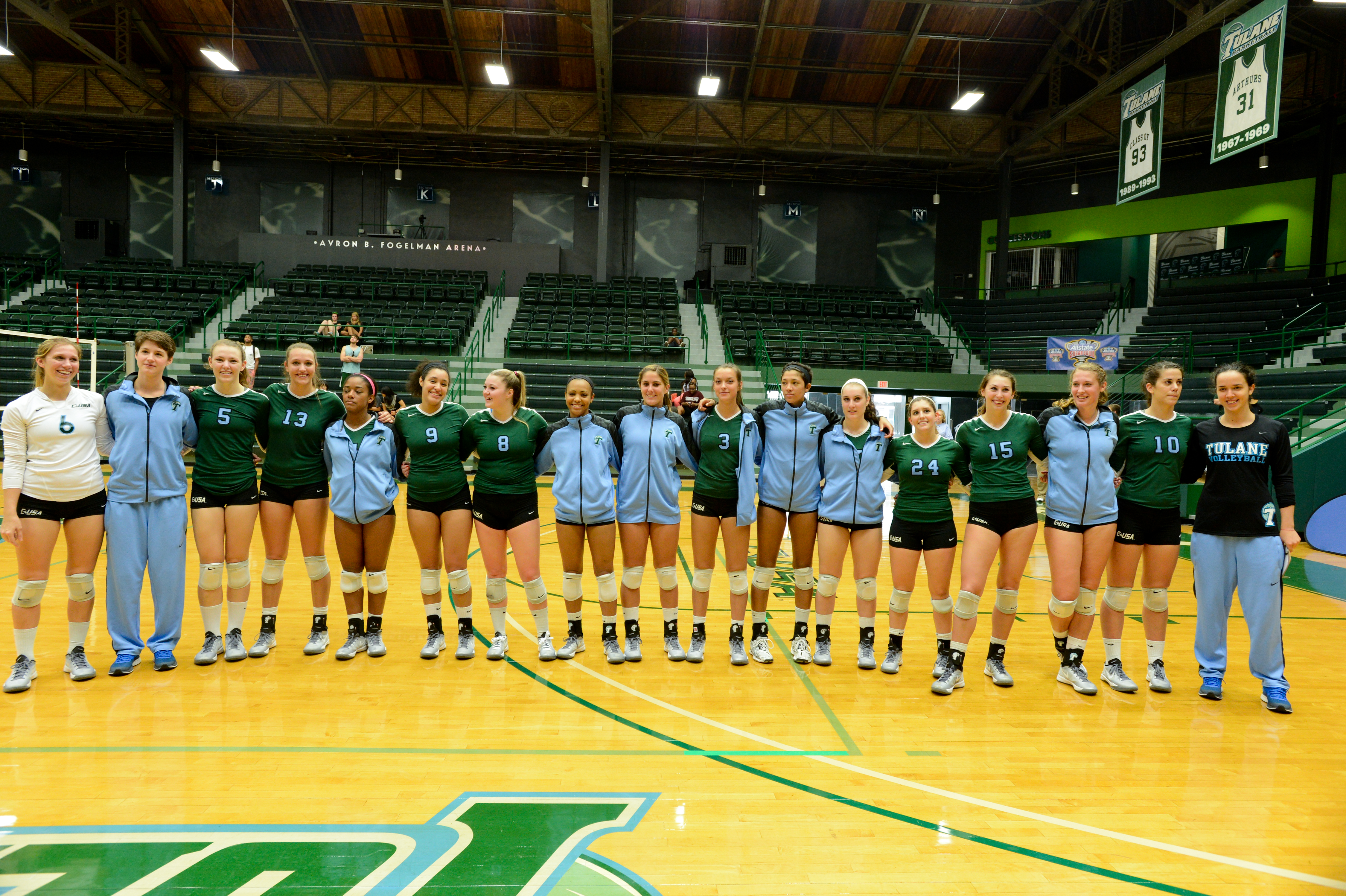
美國某大學女子排球隊

大学体育是指普通高校组织实施的各项体育及相关活动，其中就包括体育课教学、课外体育活动、课余体育训练、竞技体育运动和游戏。大学体育可以帮助竞技体育可持续发展。